# Jeremiasz z Dmalsa
Jeremiasz z Dmalsa - duchowny katolicki kościoła maronickiego, w latach 1282–1297 39. patriarcha tego kościoła - "maronicki patriarcha Antiochii i całego Wschodu".